# Richard Karl Hjalmar Frey
Richard Karl Hjalmar Frey (ur. 1886 – zm. 1965) – fiński entomolog, specjalizujący się w dipterologii.
Od 1919 do 1955 roku, Richard Frey był kierownikiem Fińskiego Muzeum Historii Naturalnej. Jego zainteresowania skupiały się na muchówki, których opisał wiele nowych gatunków. Oprócz fauny krajowej badał również gatunki egzotyczne, szczególnie te z Madery i Zielonego Przylądka. Drogą wymiany zdobył wiele kolekcji, w tym zbiór filipińskich muchówek, Georga Böttchera. Po odejściu na emeryturę, jego zbiory zostały nabyte przez Uniwersytet Helsiński i zdeponowane w muzeum.